# 니시하마정
니시하마정(일본어: 西浜町)은 일찍이 일본 오사카부 니시나리군에 존재했던 정이다. 현재의 오사카시 나니와구의 일부에 해당한다.

## 역사
원래 와타나베쓰 부근에 거주하던 주민들이 몇 차례의 이주를 거쳐 1701년(겐로쿠 14년)부터 1706년(호에이 3년)에 걸쳐 니시나리군 기쓰촌의 서쪽으로 이주하여 니시나리군 와타나베촌(西成郡渡辺村)이 성립되었다.
- 1889년 4월 1일 - 정촌제 시행에 따라 니시나리군 니시하마정이 설치됨.
- 1897년 4월 1일 - 오사카시 제1차 시역 확장에 따라 미나미구에 편입됨.
- 1925년 4월 1일 - 나니와구 소속이 됨.

## 인구
1927년 출판된 '한 경제학자의 단초'에 따르면, 가구 수는 1120가구, 인구는 5205명이다.

## 참고문헌
- 芝弥一郎編『大阪人士商工銘鑑』大阪人士商工銘鑑発行所、1902年。
- 『大阪商工人名録 明治40年3月刊』府立大阪商品陳列所、1901 - 1907年。
- 横田文之助編『赤十字名鑑 博愛慈善 第1輯』赤十字名鑑編纂所、1907年。
- 交詢社編『日本紳士録 第26版』交詢社、1921年。
- 井上貞蔵『一経済学徒の断草』邦光堂、1927年。
- 交詢社編『日本紳士録 第35版』交詢社、1931年。
- 人事興信所編『人事興信録 第9版』人事興信所、1931年。
- 人事興信所編『人事興信録 第13版 下』人事興信所、1941年。
- 『角川日本地名大辞典 27 大阪府』（가도카와 쇼텐、1983年） ISBN 978-4-04-001270-4。